# TrackMania
TrackMania és una saga de jocs de curses per a Windows PC, Nintendo DS i Wii, desenvolupat per l'equip francès Nadeo per a PC. En lloc de seguir la tendència habitual de triar un cotxe i un circuit per jugar el joc, en TrackMania els jugadors poden crear les seves pròpies pistes usant un procés de "blocs de construcció" semblant al joc de 1984 Excitebike, el joc de 1985 Racing Destruction Set i el de 1990 Stunts.
A diferència de la majoria dels altres jocs de carreres, la saga TrackMania permet al jugador córrer una pista tantes vegades com vulguin dins d'un límit de temps. Els jugadors poden escollir fer un respawn en qualsevol moment si cauen a l'inrevés, es desvien de la pista o tenen un mal començament. En les partides multijugador, però, hi ha diversos cotxes de carrera en la mateixa pista i no poden xocar o d'altra manera pot influir als altres.

## Història
Actualment hi ha set jocs bàsics de la sèrie, i un vuitè joc va ser anunciat per Ubisoft en l'E3 2015.
- TrackMania, l'original, normalment anomenat TMO
  - TrackMania Original
- TrackMania Sunrise (TMS), el segon joc
  - TrackMania Sunrise eXtreme (TMSX)
- TrackMania Nations (TMN), el joc freeware de la saga
  - TrackMania Nations Forever (TMNF), també disponible com a freeware
- TrackMania United (TMU), de vegades es considera un recull de tots els jocs anteriors
  - TrackMania United Forever (TMUF)
- TrackMania DS, una versió per a Nintendo DS
  - TrackMania Turbo (DS), la continuació de TrackMania DS
- TrackMania Wii, una versió per la the Wii
- TrackMania 2 (TM2), la seqüela completa, que es ven per separat com tres entorns diferents:
  - TrackMania 2: Canyon
  - TrackMania 2: Stadium
  - TrackMania 2: Valley
- TrackMania Turbo

També hi ha un petit joc en línia promocional de Macromedia Flash anomenat Mini TrackMania.